# Вилейка
Вилейка (на беларуски: Вілейка; на руски: Вилейка) е град в Беларус, административен център на Вилейски район, Минска област. Населението на града през 2018 година е 26 760 души.

## История
За пръв път селището е упоменато през 1460 година, през 1795 година получава статут на град.